# Vera Lachmann

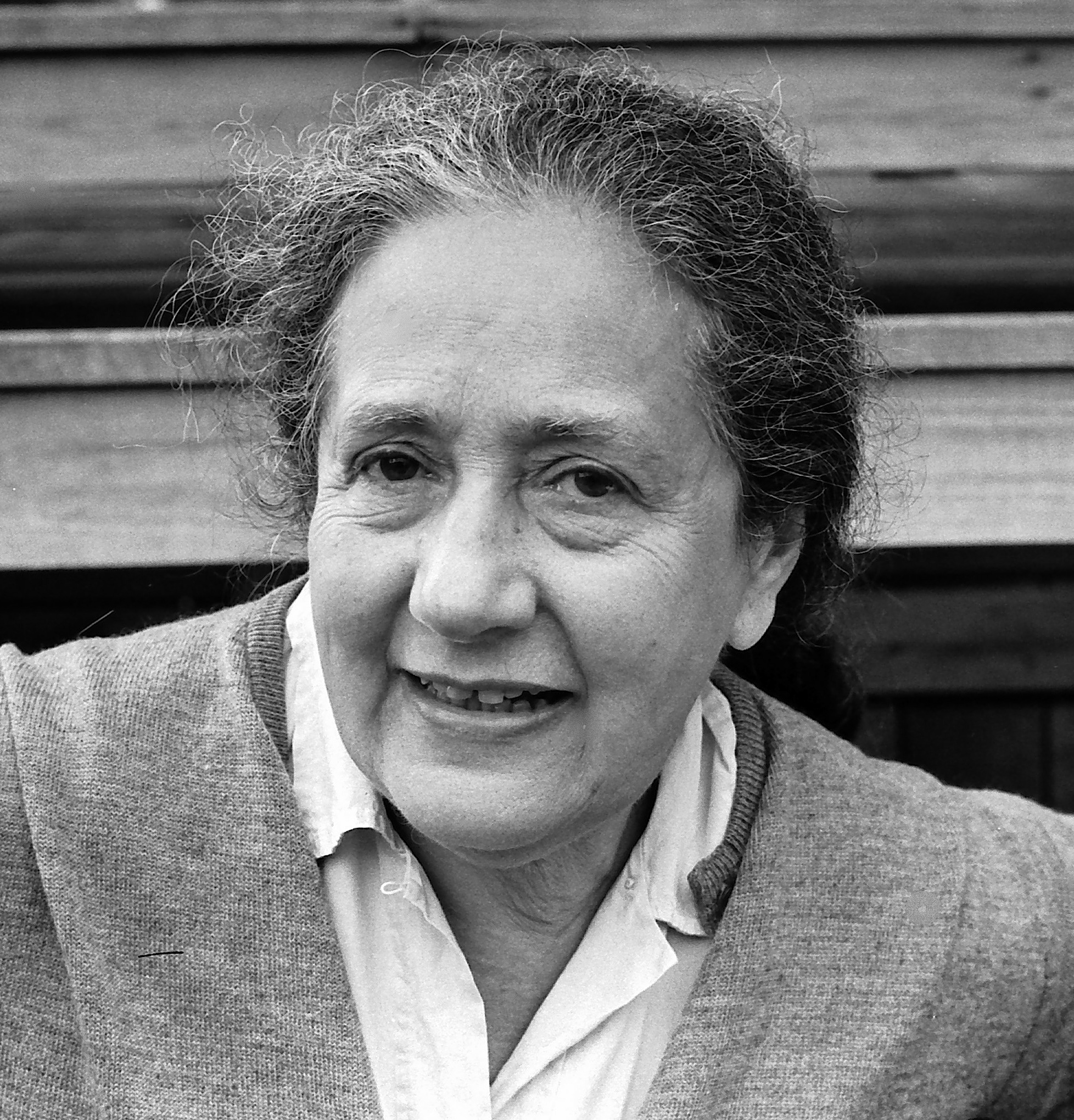
Vera Lachmann, um 1967

Vera Regine Lachmann (geboren am 23. Juni 1904 in Berlin; gestorben am 18. Januar 1985 in New York City) war eine deutsch-amerikanische klassische Philologin und Lyrikerin.

## Biographie
Vera Lachmann wurde im elterlichen Anwesen in der Tiergartenstraße 3 geboren und stammte aus einer gutbürgerlichen, liberalen, assimiliert-jüdischen Familie. Ihre Eltern waren der angesehene Architekt Louis Lachmann (er starb, als sie fünf Jahre alt war) und Caroline geb. Rosenbacher. Vera Lachmann studierte nach dem Abschluss der Fürstin-Bismarck-Schule in Charlottenburg an den Universitäten in Basel und Berlin Germanistik und Altphilologie.
Im Anschluss an ihre Promotion 1931 strebte sie das Lehramt an höheren Schulen an und schloss ihre Ausbildung im Februar 1933 mit dem Staatsexamen ab. Nach 1933 war ihr die Habilitation und die Berufslaufbahn im Schuldienst versperrt und ihre literarische Arbeit kam zum Erliegen. Vera Lachmann wurde von den Nationalsozialisten als Jüdin ausgegrenzt und verfolgt. Das Veröffentlichen ihrer Texte und ein schon für die Aufführung vorgesehenes Schauspiel wurden abgesetzt.
Als Reaktion auf die einsetzende Vertreibung jüdischer Schülerinnen und Schüler aus den öffentlichen Schulen gründete Lachmann zusammen mit ihrer ehemaligen Lehrerin und Freundin Helene Herrmann im Stadtbezirk Grunewald im April 1933 eine Privatschule für jüdische Kinder.
Nach der Schließung der Schule durch die Nationalsozialisten Ende 1938 war sie kurze Zeit für die Kinderauswanderungsabteilung der Reichsvertretung der Juden in Deutschland tätig.
Am 17. November 1939 verließ Vera Lachmann Deutschland. Ihre Ausreise gestaltete sich besonders schwierig, da bereits der Zweite Weltkrieg ausgebrochen war. Durch den Kriegsausbruch verschärfte sich die Asylpraxis der meisten Länder; es war kaum möglich, die notwendigen Papiere wie Ein- und Ausreisevisum oder für Schiffspassagen und andere erforderliche Papiere zu bekommen. „Glücklicherweise hatte ich eine Freundin, die mir ein Visum beschaffen konnte, als die Quoten längst ausgeschöpft waren, und so bin ich 1939 über Schweden in die USA gekommen, mit der Gripsholm von Göteborg.“
Nach der Ankunft in den USA war Vera Lachman mittellos und sie besaß keine Kenntnisse der englischen Sprache. Sie arbeitete zunächst als Putzfrau und Sekretärin. Ab 1940 begann Lachmann an verschiedenen nordamerikanischen Colleges und Universitäten Deutsch, Griechisch und Latein zu unterrichten. Seit 1949 lehrte sie als Fakultätsmitglied am  Brooklyn  College klassische Philologie. 1972 – im Alter von 68 Jahren – erhielt sie eine Professur in ihrem Fach an der New York University. Die Arbeit an literarischen Werken, die Lachmann als ihr eigentliches Leben bezeichnete, trat neben ihrer Lehrtätigkeit wieder in den Vordergrund.

„Die Tragik, die Verzweiflung des Exils besteht bei mir darin, in einer Umgebung zu leben, in der die Menschen nicht verstehen können, was ich schreibe. ... Wenn ich etwas auf englisch veröffentliche, etwas Wissenschaftliches, müssen meine Freunde es mir korrigieren. Ich bin meiner selbst nicht sicher. Nach den ersten Jahren des Zusammenlebens habe ich zu meiner Freundin gesagt: Du mußt Deutsch lernen, sonst kannst du mich gar nicht richtig verstehen, mein wahres Wesen. Wir versuchten es ein paar Stunden. Und dann sagte sie: Unsinn. Nach acht Jahren wird mein Deutsch so lausig sein wie dein Englisch jetzt. Was hast du davon?“

In Blowing Rock, North Carolina, gründete Vera Lachmann 1943 Camp Catawba, ein Sommerlager für Jungen, das reformpädagogische Ziele mit einem erlebnisreichen Ferienaufenthalt verband. Vera Lachmanns Lebensgefährtin Tui St. George Tucker und die Pianistin Grete Sultan waren jedes Jahr als Music Counsellors in Camp Catawba, das bis 1970 existierte.

## Werk
Vera Lachmanns Gedichte erschienen zunächst in verschiedenen deutschsprachigen Zeitschriften wie im New Yorker Aufbau. Der Amsterdamer Verlag Castrum Peregrini, gegründet von emigrierten Anhängern Stefan Georges, veröffentlichte zwischen 1969 und 1982 drei Gedichtbände mit amerikanischer Prosaübertragung. Alle Gedichte widmete Vera Lachmann ihrer Lebensgefährtin Tui St. George Tucker, einer amerikanischen Musikerin und Komponistin, die auch einige der Gedichte vertonte. Die beiden Frauen lernten sich etwa 1950 kennen und lebten bis zum Tod Vera Lachmanns in Greenwich Village zusammen.
Ihre Gedichte behandeln die Exilerfahrung und ihre Landschafts- und Naturlyrik stellt einen Versuch dar, die durch Verfolgung und den Verlust geliebter Menschen entstandenen Wunden zu heilen. Die zahlreichen Widmungsgedichte lassen auf enge Frauenfreundschaften schließen wie etwa die Liaison mit der Deutsch-Amerikanerin Erika Weigand, mit der sie eine Liebesbeziehung verband. Erika  Weigand (1917–1946) hatte von 1933 bis 1937 in Deutschland gelebt und verschaffte Lachmann 1939 einen Lehrvertrag an einem College, wodurch sie ein Non-Quota Visum für die USA erhielt.
Ihre engsten Freundinnen noch aus Berliner Zeiten waren die Dichterin und Schriftstellerin Nelly Sachs, für deren Emigration nach Schweden sie sich eingesetzt hatte, sowie die Pianistin Grete Sultan.

## Ehrungen
- In der Ausstellung Hier ist kein Bleiben länger (Nelly Sachs) des Museums Wilmersdorf (heute: Museum Charlottenburg-Wilmersdorf) wurde vom 19. März – 18. September 1992 fünf Gründerinnen jüdischer Schulen in Wilmersdorf gedacht: Leonore Goldschmidt (1897–1983), Lotte Kaliski (1908–1995), Vera Lachmann (1904–1985), Toni Lessler (1874–1952) und Anna Pelteson (1868–1943).

## Werke (Auswahl)
- Das Alter der Hardarsaga. 1932 (Dissertation).
- Golden tanzt das Licht im Glas. 1969 (Gedichtband).
- Namen werden Inseln. 1975 (Gedichtband).
- Halmdiamanten. 1982 (Gedichtband).